# フォックス半島

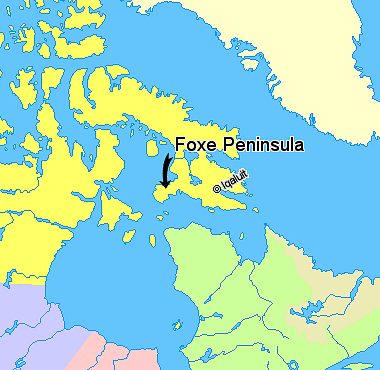
カナダ・ヌナブト準州のフォックス半島。
ヌナブト準州
グリーンランド
ケベック州
ニューファンドランド・ラブラドール州
マニトバ州
オンタリオ州

フォックス半島（Foxe Peninsula）はカナダのヌナブト準州クィキクタアルク地域のバフィン島南端にある半島である。島の南の端からフォックス湾とハドソン海峡へ南西に突き出している。長さは約240km。半島の西の先端はクイーン岬。半島南岸近くにあるドーセット島にはイヌイットの集落（ケープドーセット）がある。この半島の名前はイギリス人の探検家ルーク・フォックスに因んでいる。